# Yusuhara (Kōchi)
Yusuhara (檮原町 Yusuhara-chō?) es un pueblo localizado en la prefectura de Kōchi, Japón. En junio de 2019 tenía una población estimada de 3.442 habitantes y una densidad de población de 14,6 personas por km². Su área total es de 236,45 km².

## Geografía

### Localidades circundantes
- Prefectura de Kōchi
  - Shimanto
  - Tsuno
- Prefectura de Ehime
  - Kihoku
  - Kumakōgen
  - Seiyo

## Demografía
Según los datos del censo japonés, esta es la población de Yusuhara en los últimos años.
| 1995  | 2000  | 2005  | 2010  | 2015  |
| ----- | ----- | ----- | ----- | ----- |
| 4.998 | 4.860 | 4.625 | 3.984 | 3.608 |